# ستيفن ر. وايت
ستيفن ر. وايت (بالإنجليزية: Steven R. White)‏ هو فيزيائي أمريكي، ولد في 26 ديسمبر 1959 في لوتون في الولايات المتحدة.